# Alberto Frison
Alberto Frison (Mirano, 1988. január 22. –) olasz labdarúgó, a Catania kapusa.